# Duje Draganja
Duje Draganja (Split, 27. veljače 1983.) je hrvatski plivač. Višestruki državni rekorder slobodnim, leptir i mješovitim stilom te bivši svjetski rekorder u malim bazenima na 50m slobodnim stilom.
Dosadašnji uspjeh je osvajanje srebrene medalje na 50 metara slobodno na Olimpijskim igrama u Ateni 2004.
Bio je kapetan hrvatske juniorske plivačke ekipe. Na Europskim juniorskim prvenstvima osvojio je sedam zlatnih medalja, te drži dva juniorska svjetska rekorda i četiri juniorska europska rekorda, kao i brojne hrvatske rekorde. Studirao je na kalifornijskom sveučilištu Berkeley. U finalu NCAA u New Yorku je otplivao 100 metara slobodno u 25-metarskom bazenu za 46.64, čime je srušio deset godina star europski rekord Aleksandra Popova. 
Na Olimpijskim igrama u Ateni 2004. plivao je u finalima na 50 i 100 metara slobodno, te na 100 metara leptirovim načinom. U sve tri discipline je oborio hrvatski rekord, a na 50 metara slobodno je osvojio olimpijsko srebro uz sedmi rezultat svih vremena (21.94).
Dobitnik je Državne nagrade za šport "Franjo Bučar" 2004.
Draganja je u kolovozu 2005. bio pred dvojbom uzeti ili ne katarsko državljanstvo, ali u veljači 2006. odlučio je ipak se natjecati za Hrvatsku.
U kolovozu 2006. osvojio je srebrnu medalju u disciplini 50 m delfin na 28. europskom prvenstvu u plivanju u Budimpešti. Draganja je dionicu isplivao za 23.62 sekunde, što je novi hrvatski rekord. 
Dana 11. travnja 2008. godine na Svjetskom prvenstvu u plivanju u malim bazenima (25 m) u Velikoj Britaniji, Duje Draganja osvojio je zlatnu medalju u trci na 50 m slobodnim stilom (kraul), te postavio novi svjetski rekord otplivavši 50 metara za 20 sekundi i 81 stotinku upisavši se tako među trojicu velikana plivanja koji su uspjeli otplivati tu disciplinu za manje od 21 sekundu (bivše najbolje svjetsko vrijeme od 20 sekundi i 93 stotinke postigao je Šveđana Stefan Nystrand).
Srušio je tako svoj stari osobni i svjetski rekord iz Šangaja prije dvije godine.
Na Europskom prvenstvu 2009. u kratkim bazenima u Istanbulu 10. prosinca Duje Draganja je osvojio srebrnu medalju u disciplini 50 m slobodno, a 13. prosinca zlatnu medalju u disciplini 100 m mješovito te srebrnu u štafeti 4x50 m slobodno.

## Vanjske poveznice
- Duje Draganja srebrni![neaktivna poveznica]
- Profil na Kalifornijskom sveučilištu (engleski)